# ستانيسلاف زاخارتشينكو
ستانيسلاف زاخارتشينكو (1 يناير 1994 - ) هو لاعب كرة قدم روسي في مركز الوسط. لعب مع FC Chernomorets Novorossiysk ‏ ونادي تاغانروغ ‏.

## وصلات خارجية
- ستانيسلاف زاخارتشينكو على موقع قاعدة بيانات كرة القدم.إي يو (الإنجليزية)
- ستانيسلاف زاخارتشينكو على موقع قاعدة بيانات كرة القدم.إي يو (الإنجليزية)
- ستانيسلاف زاخارتشينكو على موقع Soccerway.com (الإنجليزية)